# Прибрежный (Славянский район)
Прибре́жный — посёлок в Славянском районе Краснодарского края. Входит в состав Прибрежного сельского поселения.

## География
Посёлок находится на левом берегу Протоки (рукав Кубани), на расстоянии 4 км к северо-западу от города Славянск-на-Кубани, административного центра района.

## Население
| 2002 | 2010  |
| ---- | ----- |
| 1190 | ↗1265 |

## Улицы
| - пер. Берёзовый, - ул. Дачная, - ул. Западная, - ул. Земляничная, | - пер. Мирный, - ул. Ореховая, - пер. Осенний, - ул. Первомайская, | - пер. Плодовый, - ул. Приречная, - ул. Светлая, - ул. Свободная, | - ул. Сельская, - ул. Советская, - ул. Урожайная, - ул. Цветочная. |

## Инфраструктура
В посёлке действуют фельдшерско-акушерский пункт, сельский клуб, 3 магазина смешанных товаров.